# Carnosaur 2
Carnosaur 2 es una película de terror y aventura estadounidense de 1994, dirigida por Louis Morneau y protagonizada por John Savage, Cliff De Young, Arabella Holzbog. Es una secuela de Carnosaurio.

## Argumento
Un grupo de técnicos y científicos son llamados para investigar un problema con la electricidad de una mina ultrasecreta que fue una vez una mina de uranio, laboratorio y refinería, y que ahora es un sitio para tirar deshechos tóxicos y donde se conducen experimentos secretos. Al no poder entrar en contacto con ninguno de los trabajadores del lugar, llegan a las instalaciones, donde se dan cuenta de que no hay nadie. Tres de ellos van a la sala de controles donde intentan reiniciar el sistema, mientras que los otros tres deciden formar un pequeño grupo de exploración con la esperanza de encontrar a los miembros perdidos. Durante su exploración encuentran a un adolescente llamado Jesse en estado catatónico, que se encuentra destrozado y cubierto en sangre. Lo llevan al cuarto de control y exigen respuestas del líder de la misión, quien solo evade las preguntas. 
Cuando deciden irse, el Mayor Tom McQuade les ordena volver a sus posiciones, a pesar de sus constantes problemas con el equipo de comunicaciones. El grupo principal se dirige a un nivel más bajo de las instalaciones para investigar la situación, mientras que el piloto Galloway y el experto en computación Moses permanecen en el cuarto de control con Jesse. En el nivel inferior, el grupo se encuentra con un enorme diente. Entonces algo casi arrastra a McQuade por un túnel. 
El grupo pasa de confusión a horror y corren, mientras se dan cuenta de que McQuade esconde algo.  
En el centro de control, Jesse se altera al escuchar los gritos provenientes de la radio, ya que él sabe de qué se trata. Moses escucha un sonido extraño y ve a un velociraptor, que lo ataca salvajemente destrozando su cuerpo y arrancando partes de él. Galloway regresa para presenciar el ataque y huye dirigiéndose hacia el helicóptero, donde el resto del equipo decide seguirla, abandonando la misión. Galloway enciende el helicóptero, y espera ansiosamente por el resto del equipo pero súbitamente es atacada por detrás por uno de los velociraptores. Galloway intenta repeler el ataque, perdiendo control del helicóptero en el proceso. El helicóptero se estrella y explota, dejando al equipo sin posibilidad de escapar. El equipo decide volver dentro y refugiarse en el centro de control. 
Finalmente, logran conocer el origen de los dinosaurios de McQuade: una brillante científica, que trabajaba para una granja de gallinas, enloqueció y decidió eliminar a toda la humanidad usando un virus hecho a base de ADN prehistórico para preñar aves con dinosaurios. Después modificó el virus para que afecte a los humanos. El gobierno contuvo la situación de manera muy estrecha, pero guardó algunos de los huevos para analizarlos, depositándolos en una fábrica que estaría oculta. Desafortunadamente, los huevos eclosionaron y los dinosaurios mataron a todo el equipo, dejando en riesgo que la planta tuviera una falla y hubiera una fuga de material radioactivo. Sin más opciones, McQuade organiza la misión para prevenir la fuga y salvar a los dinosaurios para investigación. 
Usando dinamita, el grupo decide intentar sellar los niveles bajos para prevenir que escapen más dinosaurios, dejando a McQuade y a Rawlins detrás con Jesse. McQuade los persigue dejando fuera de combate a Monk, pero es derrotado luego de una corta pelea. McQuade finalmente explica que él intentaba detenerlos de entrar a los niveles bajos de la planta debido a los desechos radioactivos depositados ahí, que se han ido acumulando debido a una fuga. A Jesse le ocurre la idea de que crashear las computadoras provocaría que el sistema entrara en el modo de emergencia y que, como consecuencia, mandarían un grupo de rescate por ellos. Una vez que Jesse consigue el código y ponen el plan en movimiento, el grupo intenta volver a la superficie. Continúan usando dinamita para mantener al margen a los dinosaurios mientras suben al elevador. En el trayecto arriba, uno de los raptores sube al elevador y se las ingenia para sacar a Rawlins fuera del mismo. El velociraptor arranca uno de los brazos de Rawlins para luego abrir su estómago y devorar sus intestinos mientras que el resto del equipo solo escucha sus gritos de agonía. Monk y McQuade son heridos así que se quedan detrás con la dinamita, haciéndose estallar junto a los velociraptores que están detrás de ellos. 
Jesse y Jack, ahora por su cuenta, continúan su camino a la superficie. Se encuentran con un gran tiranosaurio, pero logran escapar en un elevador. Jack, sin embargo, se encuentra herido. Jesse corre afuera para encontrar al equipo de evacuación esperando. Él intenta regresar por Jack, pero el grupo de evacuación se niega a entrar, por lo que Jesse corre de vuelta solo. Logra llegar hacia Jack y sacarlo hasta donde el helicóptero, pero un T-rex escapa y le muerde la cabeza a uno de los miembros de rescate. Jesse corre de vuelta y se monta en una carretilla de carga empalando a la criatura y empujándola hasta el elevador. A salvo, Jesse se une a Jack y el resto del equipo de rescate, mientras que usa un control para detonar el resto de la dinamita, destruyendo lo que quedaba de las instalaciones.